# Canato Caracânida
Canato Caracânida (em persa: قراخانیان; romaniz.: Qarākhāniyān) foi um Estado turcomano que existiu na Transoxiana de 999 a 1211.

## História
Os caracânidas eram uma linhagem oriunda da confederação tribal dos carlucos. Em 999, com a desintegração do Império Samânida, sob a liderança de Haçane ibne Solimão (r. ?–992), expandiram-se na Transoxiana e conquistaram a capital samânida de Bucara. Ao longo do século X, os caracânidas converteram-se ao islamismo. No início do século XI, a dinastia dividiu-se em decorrências de sucessivas guerras internas. Em 1041, Maomé Aim Adaulá  (r. 1041–1052) assumiu o controle do ramo ocidental dos caracânidas, centrado em Bucara. No fim do século XI, os caracânidas aceitaram a suserania do Império Seljúcida. Com o declínio do poder seljúcida, em 1140, os caracânidas tornar-se-iam vassalos do Canato Caraquitai do norte da China. Sob Otomão ibne Ibraim (r. 1204–1211), os caracânidas adquiriram momentaneamente sua independência, mas em 1211 foram derrotados pelo xá da Corásmia Maomé II (r. 1200–1220), e o canato foi extinto.